# Soll und Haben
Soll und Haben (pol. Winien i ma) – niemiecka powieść autorstwa Gustava Freytaga z 1855

## Fabuła
Fabuła powieści jest prosta i oparta na czarno-białych schematach złych, obcych Polaków (np. arystokratów) i Żydów oraz solidnych, porządnych, mieszczańskich Niemców. Anton Wohlfart, młody człowiek wywodzący się z drobnomieszczańskiej, prowincjonalnej rodziny, musi się (po śmierci rodziców) przeprowadzić do dużego ośrodka regionalnego, najprawdopodobniej Wrocławia, gdzie dzięki swym umiejętnościom oraz ciężkiej pracy dochodzi do wysokiego szczebla w przedsiębiorstwie kupieckim mającym siedzibę w kamienicy przy ul. Wita Stwosza 56, w rzeczywistości należącej do rodziny kupieckiej pochodzącej z Włoch, o nazwisku Molinari, będącej wzorcem dla autora. Zostaje wspólnikiem firmy, po ożenku z córką właściciela, Schrötera – Sabiną, ucieleśnieniem cnót niemieckiej kobiety. Wspaniała przyszłość Antona zostaje jednak zaprzepaszczona, m.in. przez intrygi, spekulacje i kradzieże Żyda, Itziga Veitela. Istotną postacią jest też Fritz von Fink, niemiecki arystokrata, bogacz, który dobrowolnie pracuje u Schrötera i jest symbolem aliansu arystokracji z mieszczaństwem, pożądanego dla stworzenia silnego, niemieckiego państwa narodowego oraz uformowania prawdziwego niemieckiego mężczyzny. Pisarz przedstawia też w tle grono postaci polskich, głównie dawnych powstańców-szlachciców i chłopów. Scharakteryzował powstańców krakowskich z 1846 i wielkopolskich z 1848 r. jako zbójeckie bandy, zdeprawowane i fizycznie brzydkie (gdzieniegdzie dzika twarz o tępych rysach). Ukazał też rzekomą opozycję pomiędzy niemieckim zamiłowaniem do pracowitości, a polnische Wirtschaft.

## Odbiór
Przez wiele współczesnych autorowi niemieckich środowisk (częściowo po dziś dzień) powieść uważana była za najbardziej niemiecką książkę swych czasów (Wilhelm Dilthey nazwał ją pierwszą prawdziwą powieścią niemiecką), arcydzieło w dziedzinie umacniania niemieckiej misji na wschodzie (Drang nach Osten), autor zaś honorowany był jako wychowawca niemieckiego narodu (Praeceptor Germaniae), wskazujący kulturową wyższość Niemców nad innymi narodami. Polacy i Żydzi są tu traktowani jako obce ciało zagrażające wspólnocie niemieckiej. Została z entuzjazmem przyjęta przez niemieckich odbiorców kształtując niemieckie wyobrażenia zarówno o Polakach, jak i Żydach. Krytyka odebrała dzieło w bardziej zróżnicowany sposób, od pełnego aplauzu (np. Julian Schmidt), poprzez umiarkowanie (np. Theodor Fontane), po chłód (np. Adalbert Stifter i Karl Gutzkow). Do 1899 ukazały się 52 wznowienia powieści, która nabrała statusu wzorcowej. Autora nazywano prorokiem, czy spadkobiercą ducha Herdera. Konrad Alberti twierdził, że każdy Niemiec powinien ją przeczytać co najmniej raz w życiu, a najlepiej trzykrotnie. Francuski germanista Édouard de Morsier w 1890 r. twierdził, że po Biblii była to najczęściej czytana pozycja w Niemczech. Sam Freytag zbił na tym tytule ogromny majątek.
O ile w latach 1850–1950 powieść należała do najczęściej czytanych niemieckich powieści o tyle obecnie (poza zajęciami dla studentów germanistyki) jest w znacznym stopniu zapomniana.
Książka nigdy nie została przetłumaczona na język polski.